# Intolerancia conversacional

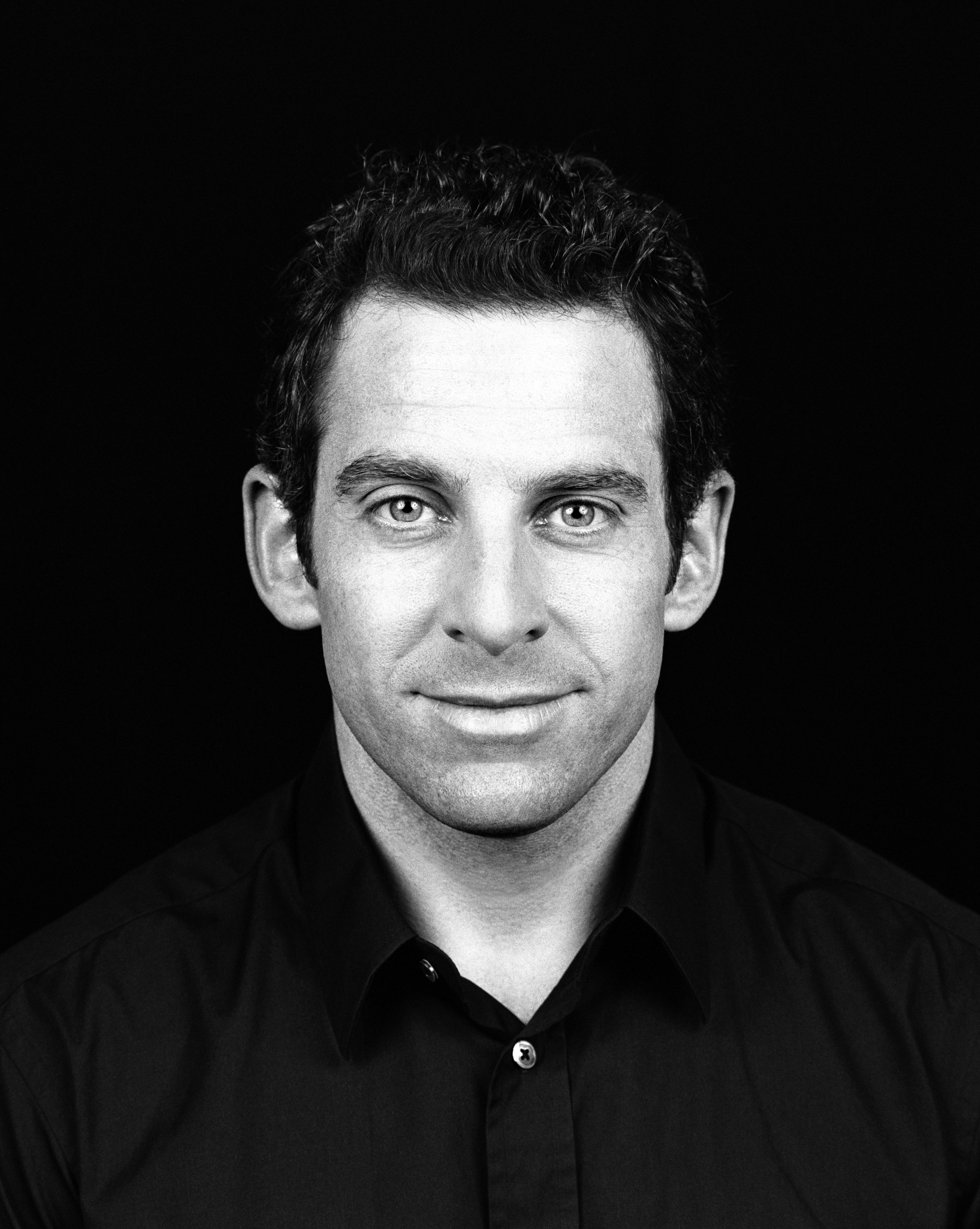
El escritor Sam Harris, creador del término.

Intolerancia conversacional es la práctica de rechazar la idea socialmente aceptada de la tolerancia religiosa. El término fue acuñado por el escritor estadounidense Sam Harris. Harris señala que en otras esferas de la vida las creencias no se aceptan simplemente porque se cree. "Nosotros no respetamos las creencias de la gente", dice Harris. "Nosotros evaluamos sus razones." Sin embargo, afirma que existe un tabú en contra de cuestionar las creencias religiosas.
Harris cree que los dogmas de todo tipo deben ser impugnados, pero ve un problema específico con aquellos de la religión. Esto se debe a que muchas de las creencias rigen la forma en que la gente debe vivir, y la naturaleza de los "tiempos finales".
En su libro de 2004, El Fin de la Fe, Harris escribe:

Espero mostrar que el ideal de la tolerancia religiosa, nacida de la idea de que todo ser humano debe tener la libertad de creer lo que quiera acerca de Dios es una de las principales fuerzas que nos impulsan hacia el abismo.
Sam Harris